# I tuoi particolari
I tuoi particolari è un singolo del cantautore italiano Ultimo, pubblicato il 6 febbraio 2019 come primo estratto dal terzo album in studio Colpa delle favole.
Il brano è stato presentato in gara durante la 69ª edizione del Festival di Sanremo, dove si è classificato al secondo posto al termine della manifestazione.

## Descrizione
In questo brano il cantautore romano racconta le piccole cose, i particolari nascosti di una relazione che poi si manifestano nei ricordi e mostrano l'importanza che rivestivano quando non sono più presenti. Viene posto quindi l'accento sull'assenza e su una storia finita, e i particolari minori sono quelli che più mancano. Il brano si sviluppa da piano e voce fino ad arrivare a una maggiore intensità con l'ingresso degli altri strumenti.
Ultimo descrive così il brano:
E ha aggiunto:

## Video musicale
Il video musicale, diretto e scritto da Emanuele Pisano, è stato pubblicato in concomitanza all'uscita del brano attraverso il canale YouTube della Honiro. Il video racconta l'amore di un ragazzo per una ragazza attraverso un lungo viaggio nel tempo e per il mondo dal 1919 al 2019. Queste immagini si mescolano a quelle di Ultimo che suona e canta il suo brano al pianoforte in una stanza.

## Tracce
Testi e musiche di Niccolò Moriconi.
1. I tuoi particolari – 3:39

## Successo commerciale
In Italia è stato il 63º singolo più trasmesso dalle radio nel 2019.

## Classifiche

### Classifiche settimanali
| Classifica (2019) | Posizione massima |
| ----------------- | ----------------- |
| Italia            | 2                 |
| Svizzera          | 48                |

### Classifiche di fine anno
| Classifica (2019) | Posizione |
| ----------------- | --------- |
| Italia            | 10        |